# Zemětřesení v Nepálu 2015
Zemětřesení v Nepálu 2015 (také nazývané Himálajské zemětřesení) bylo zemětřesení, které začalo 25. dubna v 11:56 nepálského času v Nepálu s epicentrem přibližně 77 km od hlavního města Káthmándú a hypocentrem v hloubce 15 km se sílou 7,9 momentové škály (Mw). Jeden z následných dotřesů dosáhl 26. dubna síly 6,7 Mw.
Bylo to nejsilnější zemětřesení v Nepálu od roku 1934, které se odehrálo v Biháru. 11. května počet obětí překročil 8000 lidí z Nepálu, ztráty na životech byly zaznamenány také v Indii, Číně a Bangladéši.
Zemětřesení také spustilo rozsáhlou lavinu pod Mount Everestem, ve které zahynulo nejméně 19 osob. Spuštěna byla také další rozsáhlá lavina v údolí Langtang, kde je pohřešováno 250 osob. Při zemětřesení bylo poškozeno nebo zničeno mnoho památek v Údolí Káthmándú zapsaného do seznamu světového kulturního dědictví UNESCO. Nepálská vláda vyhlásila třídenní státní smutek.

## Mezinárodní reakce
Mapy zemětřesením postižených oblastí pro potřeby humanitární pomoci tvoří Humanitarian OpenStreetMap Team.
Do pomoci v oblasti se zapojily i české organizace – svůj tým má v oblasti např. organizace Člověk v tísni, která pomáhá lidem také s návaznými problémy – sesuvy půdy, zima. Na účtu SOS Nepál se pak sešlo více než 32 milionů Kč.